# Алексеев, Анатолий Арсениевич
Анато́лий Арсе́ниевич Алексе́ев (укр. Алексєєв Анатолій Арсенійович; род. 22 марта 1936, Уфа, ныне Башкортостан, Россия) — украинский математик, кибернетик; доктор технических наук (1992 г.), профессор (1994 г.).

## Биография
В 1958 г. окончил Киевский университет. В 1958—1960 гг. работал в Институте кибернетики АН УССР, 1961—1965 — в Киевском высшем радиолокационном училище, 1965—1994 — в Вычислительном центре Министерства экономики Украины. С 1994 г. — профессор кафедры экономики кибернетики экономического факультета Киевского университета. Преподавал нормативные курсы и спецкурсы Макроэкономика, Финансовая математика, Экспертные системы, Экономико-математическое моделирование. Член научного общества им. С. Подолинского.
Жена — Юлия Владимировна Капитонова (1935—2008), кибернетик, доктор физико-математических наук. 
Скончался 21 июня 2006 года в Киеве. 
Похоронен в колумбарии Байкового кладбища вместе с женой и матерью.

## Научная деятельность
Научные исследования с проблем прогнозирования социально-экономического развития Украины, финансово-экономического анализа. Алексеев А. А. является автором более чем 100 научных трудов.
Основные труды: Финансовое прогнозирование: методы и модели (1997 г.), Финансы: система моделей и прогнозов (1998 г.), Финансовое прогнозирование в экономических системах (2001 г.), Моделирование финансов (2002 г.).

## Награды
Награждён медалями 1500-летия Киева и Ветеран труда.